# Parti progressiste tchadien
Le Parti progressiste tchadien (PPT) est un mouvement politique créé le 16 décembre 1946 à Fort-Lamy (N'Djamena) à l'initiative de Gabriel Lisette, élu, le 10 novembre 1946, député du 2e collège électoral du Tchad à l'Assemblée nationale française.
Parti membre du Rassemblement démocratique africain.

## Historique

### Octobre 1946: Congrès fondateur de Bamako du Rassemblement démocratique africain
Le Rassemblement démocratique africain est alors présidé par Félix Houphouët-Boigny. Le PPT en devient l'une des sections. Section qui doit faire face à des problèmes spécifiques, dont la rencontre de l'islam et de l'animisme.
Gabriel Lisette propose que le PPT soit dirigé par "les Deux Têtes" : deux Tchadiens, l'un du Nord, l'autre du Sud. Ces deux têtes qui deviennent l'insigne du PPT, représentant la démarche nécessairement unitaire du Tchad.

### 1956: pour une communauté fédérale égalitaire
La loi-cadre du 23 juin 1956 permet aux représentants des populations de participer davantage à la gestion des affaires publiques.
Mais, depuis la conférence de Bandoeng, de grands courants d'idées sollicitent les peuples dépendants. 
Le P.P.T., conscient de la montée du nationalisme des élites africaines, juge impératif que soit adopté un statut offrant une large autogestion aux territoires. Tout en soulignant l'interdépendance qui lie la France et les TOM :
- interdépendance d'ordre sentimental : amitiés entre deux peuples malgré les excès de la colonisation,
- interdépendance d'opportunité : il est plus facile de construire avec ceux que l'on connaît,
- interdépendance d'ordre économique,
- interdépendance politique.

Le P.P.T. se prononce donc pour une communauté fédérale égalitaire. Le pouvoir fédéral serait représenté par une Chambre fédérale (le Sénat) élue au prorata de la population de chaque état ou territoire. Le président de l'exécutif fédéral serait en même temps le président de la Communauté.

### 1957: le P.P.T. remporte les premières élections au suffrage universel
François Tombalbaye est élu vice-président du Grand Conseil de l'AEF en 1957.

### 28 novembre 1958: naissance de la république du Tchad
Gabriel Lisette est alors le président du gouvernement provisoire de la république du Tchad. Et en devient le Premier ministre le 1er janvier 1959.
Le 19 février 1959, Gabriel Lisette donne sa démission de président du PPT et de Maire de Fort-Lamy, refusées par l'exécutif du P.P.T.. Selon sa lettre de démission, il semble que celle-ci soit due au poids pris par les nationalistes au sein du PPT, lui étant davantage pour la Communauté.
La même année, le P.P.T. remporte les élections législatives.

### 11 août 1960: Indépendance de la république du Tchad
Le Premier Ministre en François Tombalbaye, le président de l'Assemblée nationale du Tchad en Allahou Taher. 
L'enjeu du P.P.T. devient "la discipline des fonctionnaires et de l'armée, la confiance des travailleurs dans l'État, la soumission des citoyens au Gouvernement légitime, le libre jeu de la démocratie", annonce Gabriel Lisette dans un article du journal "''El Ziada, Le combat progressiste''" intitulé "Le socialisme humaniste africain ciment de l'unité africaine".
Un arrêté du 19 août 1960 interdit l'entrée au Tchad de Gabriel Lisette.

## Positions idéologiques
- L'action cotonnière,
- Le combat pour libérer l'Homme de l'exploitation économique et de la discrimination raciale,
- Le combat pour la promotion politique, culturelle et sociale,
- Pour une communauté de type fédérale (entre la Métropole et l'Afrique Noire),
- La fraternité (entre noirs et blancs).

## Personnalités
- Abdoulaye Lamana
- Bourkou Louise Kabo